# سرخیو اسکودرو
سرخیو اسکودرو (اسپانیایی: Sergio Escudero‎؛ زادهٔ ۲ سپتامبر ۱۹۸۹) یک بازیکن فوتبال اهل اسپانیا است که اکنون در پست مدافع برای تیم سویا بازی می‌کند.
از باشگاه‌هایی که در آن بازی کرده‌است می‌توان به رئال مورسیا، باشگاه فوتبال شالکه ۰۴، ختافه و سویا اشاره کرد.

## افتخارات
شالکه ۰۴
- جام حذفی فوتبال آلمان: ۱۱–۲۰۱۰
- سوپر جام فوتبال آلمان: ۲۰۱۱

سویا
- لیگ اروپا: ۱۶–۲۰۱۵, ۲۰–۲۰۱۹